# 項元淇
项元淇（1500年—1572年），字子瞻，号少岳。浙江秀水人，明朝政治人物。

## 生平
早年為南京国子监生。不事生產，好書畫，“時與騷人袖子唱和”，有藏書印為「眾山響齋」。謁選得上林錄事，後以貲為光祿寺署丞。隆慶六年（1572年）卒，年七十三。有《少岳山人集》。

## 家族
曾祖父項忠。父项铨，號近溪。母陈氏，卒年七十六。弟项元汴。
有四子，项德基、项恒岳、项德裕、项道民。